# Cumuleni
I cumuleni costituiscono una classe di composti chimici caratterizzati dalla presenza di due o più doppi legami cumulativi (consecutivi).

Alcuni esempi sono l'1,2-propadiene (anche detto "allene") e l'1,2,3-butatriene (H2C=C=C=CH2).
A differenza degli alcani e dalla maggior parte degli alcheni, i cumuleni tendono ad essere strutturalmente rigidi, il che li rende interessanti in nanotecnologia molecolare. I diacetileni sono un altro genere di catene con atomi di carbonio rigidi. I cumuleni, tramite indagini di astrochimica, sono stati riscontrati in regioni dello spazio dove l'idrogeno rappresenta un elemento raro. Il composto capostipite, 1,2-propadiene, viene spesso chiamato semplicemente cumulene, sebbene il termine allene sia più comune.

Alcuni semplici cumuleni. Da sinistra a destra: 1,2-propadiene (allene), 1,2,3-butatriene, 1,2-butadiene, 2,3-pentadiene.

Cumuleni inorganici sono il diossido di carbonio, il solfuro di carbonio e il subossido di carbonio. Un'importante classe di cumuleni inorganici è rappresentata dai cheteni, che hanno caratteristiche intermedie tra il diossido di carbonio e l'allene.

## Struttura
La rigidità dei cumuleni deriva dal fatto che uno o più atomi di carbonio intrattengono due doppi legami. La loro ibridazione sp porta alla formazione di due doppi legami separati da un angolo di 90°. È interessante notare come i cumuleni che possiedono un numero pari di doppi legami consecutivi e possiedono anche sostituenti differenti in entrambe le estremità possono essere chirali persino se mancano di un classico stereocentro. Per esempio, il 2,3-pentadiene e 1,3,4-esatriene sono chirali. Un numero dispari di doppi legami in un sistema cumulenico con sostituenti appropriati mostra invece isomeria cis-trans.

## Reazioni
Le reazioni del cumulene sono le medesime di quelle dei composti con doppi legami isolati. Sebbene questo genere di molecola possegga due legami π strettamente vicini, in sostanza questi si comportano come doppi legami isolati. Ciò è dovuto al fatto che i due legami π sull'atomo di carbonio centrale sono formati da orbitali p puri, non ibridi. Essendo questi orbitali perpendicolari l'uno all'altro e occupando ciascuno i piani nodali dell'altro i due legami sono in sostanza isolati.

## Ruolo di ligandi
Il primo complesso contenente un ligando vinilidene ad essere stato riportato fu Ph2C2Fe2(CO)8, ottenuto dalla reazione del difenilchetene (Ph2C=C=O) con ferro pentacarbonile (Fe(CO)5). Strutturalmente questa molecola somiglia al diferro nonacarbonile (Fe2(CO)9), dove un ligando a ponte μ-CO è rimpiazzato da 1,1-difenilvinilidene, Ph2C2. Il primo complesso vinilidenico monometallico fu (C5H5)Mo(P(C6H5)3)(CO)2[C=C(CN)2]Cl.